# Mesorregión de Araraquara
La mesorregión de Araraquara es una de las quince mesorregiones del estado brasileño de São Paulo. Es formada por la unión de 21 municipios agrupados en dos microrregiones.
- Araraquara
- São Carlos

- Datos: Q2465624